# Arbeitskreis Großbritannien-Forschung
Der Arbeitskreis Großbritannien-Forschung (AGF) ist eine Vereinigung von Historikern sowie Politikwissenschaftlern, die über Großbritannien, das Britische Weltreich und das Commonwealth of Nations forschen und lehren. Bis 2017 trug der Arbeitskreis den Namen: Arbeitskreis Deutsche England-Forschung (ADEF).

## Ziele
Die vorrangigen Ziele des AGF sind der interdisziplinäre Austausch, die Förderung des wissenschaftlichen Nachwuchses sowie die Vernetzung zwischen deutschen und britischen Wissenschaftlern.

## Gründung
Die Gründung des Arbeitskreises geht auf eine Initiative des Bochumer Politikwissenschaftlers Gustav Schmidt zurück, der im Jahr 1981 zusammen mit einigen Kollegen, auch aus der Geschichtswissenschaft, ein Forum für den wissenschaftlichen Nachwuchs schaffen wollte. Zu dieser Zeit war das Gebiet der Großbritannien-Studien in Deutschland noch relativ unterentwickelt.

## Aktivitäten
Der AGF veranstaltet einmal im Jahr eine Tagung mit deutschen und britischen Wissenschaftlern. Diese haben abwechselnd einen politikwissenschaftlichen bzw. einen historischen Fokus. Im Rahmen dieser Jahrestagungen, die in der katholischen Akademie Die Wolfsburg in Mülheim an der Ruhr und seit 2015 auch im Großbritannien-Zentrum der Humboldt-Universität zu Berlin stattfinden, werden in Workshops auch laufende Forschungsprojekte diskutiert. Regelmäßig werden die Jahrestagungen in Kooperation mit dem Deutschen Historischen Institut London durchgeführt. Die Tagungsberichte werden in der Regel auf H-Soz-Kult veröffentlicht. Regelmäßig findet seit 2013 zudem in Berlin der AGF-Junior-Workshop statt, der sich explizit an den wissenschaftlichen Nachwuchs richtet. Der Arbeitskreis gab bis zum Jahr 2018 eine Schriftenreihe heraus (diese wurde zuletzt von Ursula Lehmkuhl betreut), in der bspw. Dissertationen und Tagungsbände erschienen sind. Im Rahmen eines Kooperationsprojektes mit der Niedersächsischen Staats- und Universitätsbibliothek Göttingen wurde ein großer Teil der Inhalte der Schriftenreihe 2021–2022 digitalisiert und im Open Access zur Verfügung gestellt.
Alle zwei Jahre wird vom AGF eine herausragende Dissertation prämiert.
Zudem bemüht sich der AGF, die Bedingungen für die Großbritannienforschung zu verbessern. So konnte 2018 in Folge einer Initiative des Arbeitskreises in Zusammenarbeit mit dem Großbritannien-Zentrum der Berliner Humboldt-Universität der online-Zugang zu historischen britischen Zeitungen über den Fachinformationsdienst Geschichtswissenschaft deutlich ausgeweitet werden. Seit 2021 ist der AGF über ein Vorstandsmitglied im wissenschaftlichen Beirat des Fachinformationsdienstes Anglo-American Culture vertreten.

## Dissertationspreis
Der AGF lobt alle zwei Jahre einen Dissertationspreis in Höhe von € 1.000,00 aus. Mit dem Preis werden hervorragende Arbeiten ausgezeichnet, die ein Thema der britischen Politik oder der Geschichte Großbritanniens, des Empire oder des Commonwealth behandeln. Um den Preis können sich Absolventen deutscher Universitäten bewerben.
Preisträger waren Hans-Joachim Knopf (2004), Sonja Levsen (2006), Jörg Neuheiser (2008), Peter Pirker (2010), Bernhard Dietz (2012), Julia Fleischer (2014), Miriam Weiss (2016), Maren Jung-Diestelmeier (2018), Reet Tamme (2020/21) und Tom Menger (2023).

## Organisation
Organe des Vereins sind die Mitgliederversammlung und der Vorstand. Dem Vorstand gehören derzeit der Politikwissenschaftler Marius Guderjan (Freie Universität Berlin) als stellvertretender Vorsitzender sowie die Historiker Wencke Meteling (Universität Marburg) als stellvertretende Vorsitzende, Christine G. Krüger (Universität Bonn) als Vorsitzende, Torsten Riotte (Goethe-Universität Frankfurt am Main) als Schatzmeister und Michael Czolkoß-Hettwer (Staats- und Universitätsbibliothek Bremen) als Schriftführer an (Stand: 2023).